# Bistum Kalisz
Das Bistum Kalisz (lat.: Dioecesis Calissiensis, poln.: Diecezja kaliska) ist eine in Polen gelegene römisch-katholische Diözese mit Sitz in Kalisz (deutsch Kalisch). 

## Geschichte
Das Bistum Kalisz wurde am 25. März 1992 durch Papst Johannes Paul II. mit der Apostolischen Konstitution Totus Tuus Poloniae populus aus Gebietsabtretungen der Bistümer Częstochowa, Oppeln und Włocławek sowie der Erzbistümer Breslau, Gniezno und Posen errichtet und dem Erzbistum Posen als Suffraganbistum unterstellt.

## Einzelnachweise

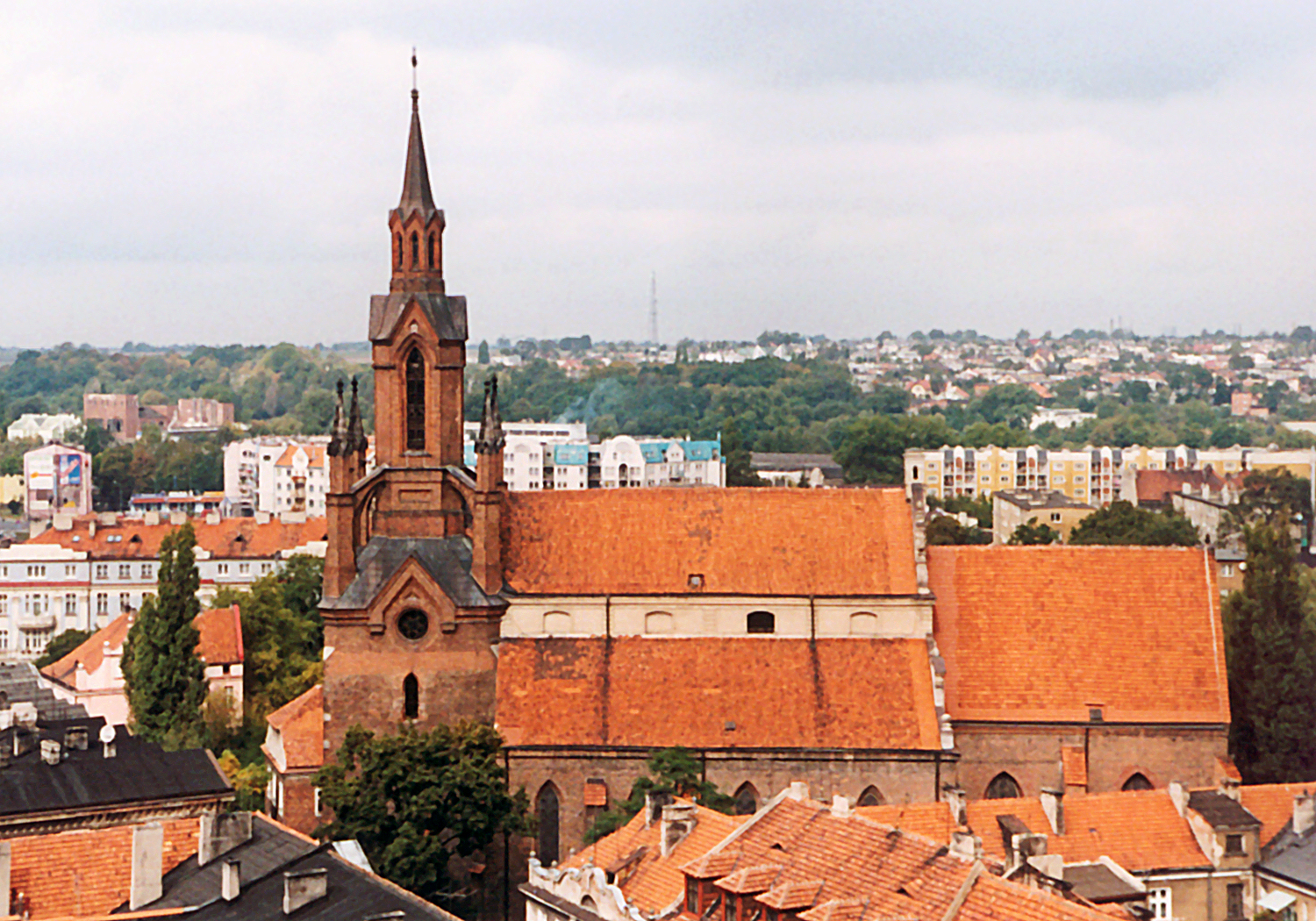
Kathedrale St. Nikolaus in Kalisz
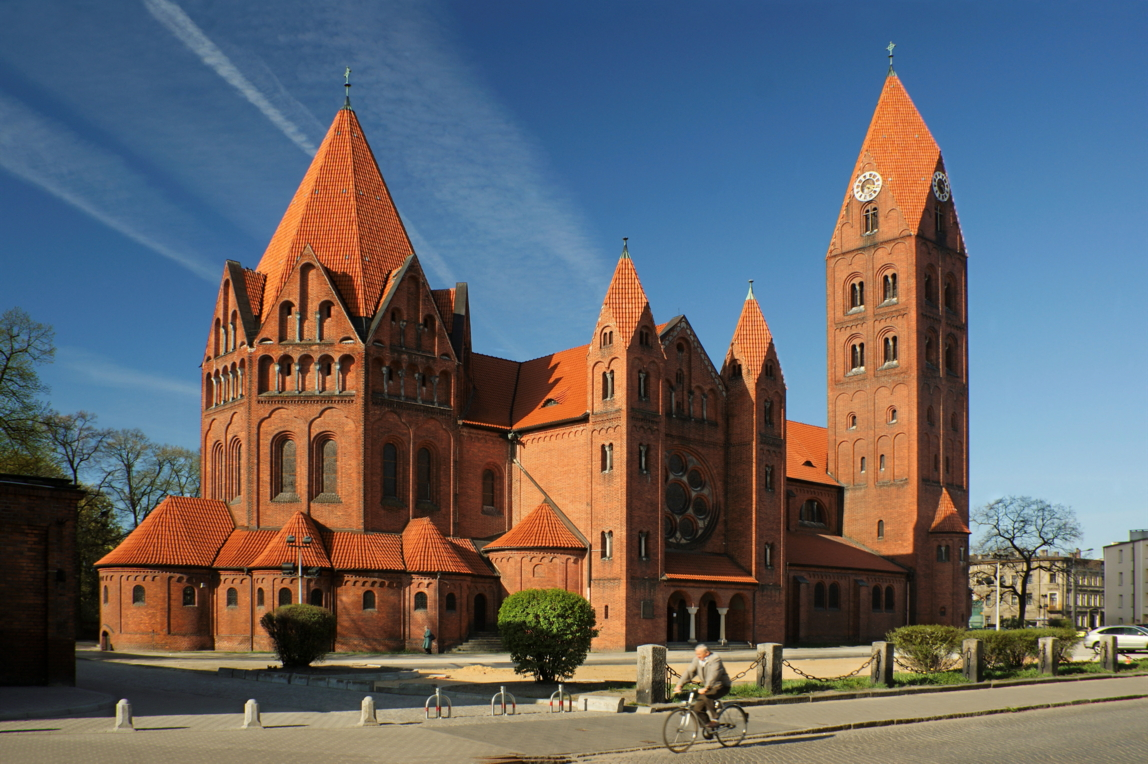
Konkathedrale St. Stanislaus in Ostrów

## Dekanate (Stand 2018)
- Błaszki (Schwarzau)
- Bolesławiec
- Bralin
- Czermin
- Dobrzyca
- Gołuchów
- Grabów
- Jarocin (Jarotschin)
- Kalisz (Kalisch) I
- Kalisz II
- Kępno (Kempen)
- Koźminek
- Krotoszyn (Krotoschin)
- Lututów
- Mikstat (Mixstadt)
- Odolanów (Adelnau)
- Ołobok
- Opatówek
- Ostrów (Ostrowo) I
- Ostrów II
- Ostrzeszów (Schildberg)
- Pleszew (Pleschen)
- Raszków (Raschkow)
- Stawiszyn
- Syców (Groß Wartenberg)
- Trzcinica (Strenze)
- Twardogóra (Festenberg)
- Wieruszów (Weruschau)
- Wołczyn (Konstadt)
- Zduny
- Żerków
- Złoczew

## Bischöfe
- 1992–2012 Stanisław Napierała
- 2012–2020 Edward Janiak
- seit 2021 Damian Bryl